# Цибульська Юлія Георгіївна
Юлія Георгіївна Цибульська (рум. Iulia Țibulschi, 15 червня 1933, Леова, Бессарабія) — молдавська радянська композиторка, музикознавиця, педагогиня. Член Спілки композиторів СРСР (1977).  Заслужений діяч мистецтв Молдавії (1992).

## Біографія
Закінчила Кишинівське музичне училище (1954), теоретико-композиторський факультет Ленінградської консерваторії імені М.А. Римського-Корсакова (1960). Займалась досліджуванням фольклорних мотивів у творчості Кароля Шимановського, Фридерика Шопена.
Серед  викладачів консерваторії, які вплинули на подальший творчий шлях Юлії Цибульської, —  В.Н. Салманов (оркестровка, композиція), А. П. Маслаковець  (учениця Марії Юдіної, фортепіано), Ф.А. Рубцов (фольклор), О.Н. Должанський (поліфонія). З 1960 по 1974 рік – викладач Кишинівської консерваторії (Інституту мистецтв імені  Г.Музическу). З 1974 по 1977 рік – науковий співробітник відділу етнографії та мистецтвознавства  при Академії наук Молдавської  РСР. З 1977 по 1988 рік – музичний редактор у видавництві «Література артистике».
Зараз мешкає в Нюрнберзі  (Німеччина).

## Нагороди та звання
- Член Спілки композиторів СРСР (1977)
- Премія імені Н.К. Крупської  від Міністерства освіті Молдавської РСР – за гідний внесок в музичне виховання підростаючого покоління
- Заслужений діяч мистецтв Молдавії (1992)
- Премія ЮНЕСКО – за найкращий хоровий твір для змішаного хору («Колискова») (1995)

## Музика
- Ліс красивий з квітом (Iu.Ţibulschi – Gr.Vieru)
- Христос немає провини. (Iu. Ţibulschi – Gr. Vieru)
- Юлія Цибульська співає свої пісні
- Презентація вінілового диску Юлії Цибульської